# العلاقات النيجرية الليبية
العلاقات النيجرية الليبية هي العلاقات الثنائية التي تجمع بين النيجر وليبيا.

## مقارنة بين البلدين
هذه مقارنة عامة ومرجعية للدولتين:
| وجه المقارنة                                              | النيجر          | ليبيا                                       |
| --------------------------------------------------------- | --------------- | ------------------------------------------- |
| المساحة (كم2)                                             | 1.27 مليون      | 1.76 مليون                                  |
| عدد السكان (نسمة)                                         | 21.48 مليون     | 6.37 مليون                                  |
| الكثافة السكانية (ن./كم²)                                 | 16.91           | 3.62                                        |
| العاصمة                                                   | نيامي           | طرابلس                                      |
| اللغة الرسمية                                             | لغة فرنسية      | اللغة العربية، اللغة العربية الفصحى الحديثة |
| العملة                                                    | فرنك غرب أفريقي | دينار ليبي                                  |
| الناتج المحلي الإجمالي (بليون دولار)                      | 8.12 مليار      | 50.98 مليار                                 |
| الناتج المحلي الإجمالي (تعادل القوة الشرائية) بليون دولار | 19.01 مليار     | 69.32 مليار                                 |
| الناتج المحلي الإجمالي الاسمي للفرد دولار أمريكي          | 358             |                                             |
| الناتج المحلي الإجمالي للفرد دولار أمريكي                 | 938             | 15.60 ألف                                   |
| مؤشر التنمية البشرية                                      | 0.348           | 0.724                                       |
| رمز المكالمات الدولي                                      | +227            | +218                                        |
| رمز الإنترنت                                              | .ne             | .ly                                         |
| المنطقة الزمنية                                           | ت ع م+01:00     | ت ع م+02:00، توقيت شرق أوروبا               |

## منظمات دولية مشتركة
يشترك البلدان في عضوية مجموعة من المنظمات الدولية، منها:
| علم المنظمة | اسم المنظمة                        | تاريخ انضمام النيجر | تاريخ انضمام ليبيا |
| ----------- | ---------------------------------- | ------------------- | ------------------ |
|             | مؤسسة التنمية الدولية              | 24 أبريل 1963       | 1 أغسطس 1961       |
|             | يونسكو                             | 10 نوفمبر 1960      | 27 يونيو 1953      |
|             | وكالة ضمان الاستثمار متعدد الأطراف | 10 مايو 2012        | 5 أبريل 1993       |
|             | الأمم المتحدة                      | 20 سبتمبر 1960      | 14 ديسمبر 1955     |
|             | الاتحاد البريدي العالمي            | ?                   | ?                  |
|             | البنك الدولي للإنشاء والتعمير      | 24 أبريل 1963       | 17 سبتمبر 1958     |
|             | منظمة التعاون الإسلامي             | ?                   | ?                  |
|             | منظمة حظر الأسلحة الكيميائية       | ?                   | ?                  |
|             | الاتحاد الدولي للاتصالات           | 14 نوفمبر 1960      | 3 فبراير 1953      |
|             | مؤسسة التمويل الدولية              | 7 يناير 1980        | 18 سبتمبر 1958     |
|             | منظمة الشرطة الجنائية الدولية      | ?                   | ?                  |
|             | الاتحاد الأفريقي                   | ?                   | ?                  |
|             | البنك الإفريقي للتنمية             | ?                   | ?                  |

## وصلات خارجية
- موقع وزارة الخارجية الليبية